# Grand Street (linea IND Sixth Avenue)
Grand Street è una fermata della metropolitana di New York situata sulla linea IND Sixth Avenue. Nel 2019 è stata utilizzata da 8 024 364 passeggeri. È servita dalla linea D sempre e dalla linea B durante i giorni feriali esclusa la notte.

## Storia
La stazione venne costruita come parte della Chrystie Street Connection e fu aperta il 26 novembre 1967.

## Strutture e impianti
La stazione è sotterranea, ha due banchine laterali e due binari. È posta al di sotto di Chrystie Street e ha tre ingressi all'incrocio con Grand Street, uno nell'angolo nord-ovest e due in quello nord-est.

## Interscambi
La stazione è servita da alcune autolinee gestite da NYCT Bus.
- Fermata autobus